# Frohlinde
Frohlinde ist ein südöstlicher Stadtteil von Castrop-Rauxel. Er grenzt im Westen an die Castroper Stadtteile Schwerin und Merklinde; im Osten liegt der Dortmunder Stadtteil Kirchlinde.

## Geschichte
Frohlinde wurde (in der Schreibweise „Vrolinne“) im Jahre 1159 erstmals urkundlich erwähnt. Frohlinde war traditionell eine typische westfälische Bauerschaft mit einigen Bauernhöfen und einer Getreidemühle am Mühlenteich. Die mehrheitlich katholische Bevölkerung gehörte zur St. Lambertus–Gemeinde in Castrop. Mit dem Bau einer eigenen Kirche zu Beginn des 20. Jahrhunderts folgte die Abspaltung von der Castroper Gemeinde. Die Frohlinder Kirche wurde unter das Patronat der Heiligen Schutzengel gestellt. Um 1910 wurden unabhängig von den Hofgebäuden einige Häuser an der Dortmunder Straße erbaut, an der Hubertusstraße erfolgte der Bau eines kleinen Schulgebäudes. Ein Ortskern im klassischen Sinne entwickelte sich in Frohlinde nicht, wenngleich einige kleinere Läden sich ansiedelten:
- Lebensmittel Wille, Lebensmittel Steinberg
- Schuhgeschäft Kentner, Schuhgeschäft Weckermann
- Drogerie Reiterer
- Fleischerei Henke, Fleischerei Schäfer
- Milchladen Alfred Diegel
- Haushaltswaren Hüning

Hinzu kamen zahlreiche Gaststätten wie Haus Ratte, Zum alten Fritz und Haus Gesmann, wo bis in die 1960er Jahre eine Postagentur untergebracht war. Von diesen Unternehmungen ist wenig geblieben.
Frohlinde gehörte, wie das benachbarte Merklinde, bis 1902 zum Amt Castrop und von 1902 bis 1926 zum Amtsbezirk Rauxel. Die Eingemeindung nach Castrop-Rauxel wurde von vielen Frohlindern abgelehnt, da man sich geschichtlich zu Dortmund zugehörig fühlte. Dennoch wurde Frohlinde am 1. April 1926 nach Castrop-Rauxel eingemeindet. Ein kleiner Teil der Gemeinde (32 ha) kam zu Westerfilde.
1956 wurde in Frohlinde ein Zentrum der katholischen Schönstattbewegung errichtet. Zum 50. Jubiläum erschien im Oktober 2006 der Paderborner Erzbischof Becker. Mitte der 1970er Jahre begann der Bau von neuen Wohngebieten zwischen Schwerin und Frohlinde. Die in diesem Zusammenhang entstandenen Straßen wurden nach den Castroper Partnerstädten benannt. In den 1980er Jahren avancierte Frohlinde mehr und mehr zum begehrten und teuren Wohnviertel in Castrop-Rauxel. Auch aufgrund des 1990 eröffneten Golfplatzes hat Frohlinde heute viel von seinem früheren ländlichen Charme verloren.